# Henry Lawes
Henry Lawes (5 de diciembre de 1595-21 de octubre de 1662) fue un compositor y músico inglés.
Músico y compositor de obras para órgano. Se le recuerda por sus dos volúmenes del Orpheus britannicus de 1698 y de 1702. La última es una edición póstuma que recopila sus canciones. Le dedica la obra a su alumna Lady Mary Dering, con la que se deshace en elogios por sus composiciones y a quien alaba porque pocos -de cualquier sexo- han alcanzado su perfección.